# Yuma Suzuki
Yuma Suzuki (født 26. april 1996) er en japansk fodboldspiller.
Han har spillet for flere forskellige klubber i sin karriere, herunder Kashima Antlers.